# 10. Flieger-Division
Pour les articles homonymes, voir 10e division.
La 10. Flieger-Division (10e division aérienne) a été l'une des principales divisions de la Luftwaffe allemande durant la Seconde Guerre mondiale.

## Création et différentes dénominations
Cette division a été formée le 5 septembre 1939 à Hambourg à partir de la General z.b.V. der Luftflotte 2. Elle est redésignée X. Fliegerkorps le 2 octobre 1939.
La division est à nouveau recrée le 10 juillet 1942 à Saint-Cloud/Paris à partir du Stab/Höherer Flieger-Ausbildungs-Kommando 77. Le 12 novembre 1943, la division est renommée 1. Flieger-Ausbildungs-Division.

## Commandement

Drapeau du commandant d'une division aérienne

| Début            | Fin              | Grade           | Nom                    |
| ---------------- | ---------------- | --------------- | ---------------------- |
| 5 septembre 1939 | 2 octobre 1939   | General         | Hans-Ferdinand Geisler |
| Début            | Fin              | Grade           | Nom                    |
| 10 juillet 1942  | 15 mai 1943      | Generalleutnant | Walter Lackner         |
| 15 mai 1943      | 12 novembre 1943 | Generalmajor    | Georg Rieke (de)       |

## Chef d'état-major
| Début            | Fin              | Grade | Nom                  |
| ---------------- | ---------------- | ----- | -------------------- |
| 5 septembre 1939 | 2 octobre 1939   | Major | Martin Harlinghausen |
| Début            | Fin              | Grade | Nom                  |
| Janvier 1943     | 12 novembre 1943 | Major | Hans Dangers         |

## Quartier général
Le quartier général se déplace suivant l'avancement du front.
| Début          | Fin          | Ville             |
| -------------- | ------------ | ----------------- |
| Septembre 1939 | Octobre 1939 | Hambourg          |
| Début          | Fin          | Ville             |
| Juillet 1942   | Mai 1943     | Saint-Cloud/Paris |

## Rattachement
| septembre 1939 - octobre 1939 |   | Luftflotte 2                 |
| -                             | - | -                            |
| juillet 1942 - mai 1943       |   | Luftwaffenbefehlshaber Mitte |

## Unités subordonnées
- septembre 1939 :
  - Flugbereitschaft/10. Flieger-Division
  - Luftnachrichten-Abteilung 40
- Flugbereitschaft/10. Flieger-Division : janvier 1943 - mai 1943
- août 1942 :
  - Fliegeranwärter-Bataillon "Monte Rosa" à Saint-Brieuc
  - Fliegeranwärter-Bataillon II
  - Fliegeranwärter-Bataillon III
  - Fliegeranwärter-Bataillon IV à Lorient
  - Fliegeranwärter-Bataillon V à Caen
  - Fliegeranwärter-Bataillon VI
  - Fliegeranwärter-Bataillon VII